# François-Xavier Bustillo
François-Xavier Bustillo O.F.M. Conv. (Pamplona, 23 de novembro de 1968) é um frei franciscano conventual e cardeal espanhol da Igreja Católica com atuação na França, sendo o atual bispo de Ajaccio.

## Biografia inicial
Francisco Javier Bustillo Rípodas nasceu em 1968 na capital de Navarra. Ele é filho de um soldado e de uma mãe de quatro filhos.. Aos dez anos, entrou no Seminário Menor do Vale de Baztan, perto de Espelette, do outro lado da fronteira espanhola.
Aos dezessete anos, com o bacharelado, ingressou nos franciscanos em Pádua, Itália, onde completou seus estudos de filosofia e teologia no Istituto Teologico Sant'Antonio Dottore. Membro da Ordem dos Frades Menores Conventuais, onde em 20 de setembro de 1992 emitiu a profissão solene, depois foi ordenado sacerdote em 10 de setembro de 1994, indo em seguida para a França. Neste mesmo ano fundou, com alguns irmãos, o convento de São Boaventura em Narbonne. Em seguida, obteve a licenciatura em teologia no Institut Catholique de Toulouse em 1997.
Depois de ter sido superior Provincial dos Franciscanos Conventuais, uma das três grandes famílias franciscanas, era, até a sua nomeação como bispo, guardião (superior) do Convento de São Maximiliano Kolbe de Lourdes, delegado episcopal para a Proteção de Menores e Pessoas membros vulneráveis da diocese de Tarbes e Lourdes, cerimonial diocesano e membro do conselho episcopal da diocese de Tarbes e Lourdes.

## Episcopado
Em 11 de maio de 2021 foi nomeado bispo de Ajaccio pelo Papa Francisco. A ordenação episcopal e sua instalação aconteceram no domingo, 13 de junho seguinte, na Catedral de Ajaccio, por Jean-Marc Noël Aveline, arcebispo de Marseille, coadjuvado por Olivier Jacques Marie de Germay de Cirfontaine, arcebispo de Lyon e seu antecessor, e por Nicolas Jean René Brouwet, bispo de Tarbes et Lourdes.
Em 9 de julho de 2023, o Papa Francisco anunciou durante o Angelus que o criaria cardeal no Consistório de 30 de setembro de 2023. Recebeu o barrete vermelho e o titulus de Santa Maria Imaculada de Lurdes em Boccea.
Em 4 de outubro de 2023, foi nomeado membro do Dicastério para o Clero.

## Publicações
- La fraternità pasquale. Raccontare la vita comunitaria (em italiano). Pádua: EMP. 2013. ISBN 978-8825033953
- Bustillo, François (14 de janeiro de 2021). La vocation du prêtre face aux crises: La fidélité créatrice (em francês). Bruyères-le-Châtel: Nouvelle Cité. 240 páginas. ISBN 978-2-37582-242-5
- Bustillo, François (19 de maio de 2022). Passons sur l'autre rive. Vers une vie religieuse renouvelée (em francês). Bruyères-le-Châtel: Nouvelle Cité. 192 páginas. ISBN 978-2-37582-306-4